# Ferreries
Ferreries is een gemeente in de Spaanse provincie en regio Balearen met een oppervlakte van 66 km². Ferreries heeft 4.617 inwoners (1 januari 2016). De gemeente ligt op het eiland Menorca.
In Ferreries bevindt zich het Castell de Santa Àgueda, dat eeuwenlang een Moorse burcht was.

## Demografische ontwikkeling
Bron: INE, 1857-2011: volkstellingen
Alaior · Ciutadella de Menorca · Es Castell · Es Mercadal · Es Migjorn Gran · Ferreries · Maó · Sant Lluís